# Bart (orso)
Bart, conosciuto anche come Bart The Bear (Baltimora, 19 gennaio 1977 – Park City, 10 maggio 2000), è stato un orso Kodiak che è apparso in diversi film tra gli anni ottanta e novanta.

## Biografia
Nato in uno zoo degli Stati Uniti, venne adottato da Doug e Lynne Seus, quando aveva appena 5 settimane di vita, e da loro allevato e ammaestrato. Bart pesava 680 kg e, ritto sulle zampe posteriori, misurava 290 cm di altezza. Nel 1990 è stato nominato ambasciatore globale de The Vital Ground Foundation, fondato dai Seus, per proteggere l'habitat degli orsi grizzly nel mondo. Bart è morto di cancro nel 2000 all'età di 23 anni, durante le riprese del documentario televisivo Growing Up Grizzly (2001).

## Filmografia

### Cinema
- Correva nel vento (Windwalker), regia di Kieth Merrill (1980)
- Cro Magnon: odissea nella preistoria (The Clan of the Cave Bear), regia di Michael Chapman (1986) - non accreditato
- 4 cuccioli da salvare (Benji the Hunted), regia di Joe Camp (1987) - non accreditato
- Non è stata una vacanza... è stata una guerra! (The Great Outdoors) regia di Howard Deutch (1988)
- L'orso (L'ours), regia di Jean-Jacques Annaud (1988)
- Zanna Bianca - Un piccolo grande lupo (White Fang), regia di Randal Kleiser (1991)
- The Giant of Thunder Mountain, regia di James W. Roberson (1991)
- Sfida tra i ghiacci (On Deadly Ground), regia di Steven Seagal (1994)
- Vento di passioni (Legends of the Fall), regia di Edward Zwick (1994)
- L'esercito delle 12 scimmie (Twelve Monkeys), regia di Terry Gilliam (1995) - non accreditato
- Quattro zampe a San Francisco (Homeward Bound II: Lost in San Francisco), regia di David R. Ellis (1996)
- Il grande orso (Walking Thunder), regia di Craig Clyde (1997)
- L'urlo dell'odio (The Edge), Lee Tamahori (1997)
- Superfusi di testa (Meet the Deedles), regia di Steve Boyum (1998)

### Televisione
- Kenny Rogers as The Gambler: The Adventure Continues, regia di Dick Lowry (1983) - film TV, non accreditato
- Attraverso le grandi colline (Louis L'Amour's Down the Long Hills), regia di Burt Kennedy (1986) - film TV
- I ragazzi della prateria (The Young Riders) - serie TV, episodio 1x17 (1990)
- Il richiamo del grande nord (Lost in the Barrens), regia di Michael J.F. Scott (1990) - film TV
- Les amants de Rivière Rouge, regia di Yves Boisset (1996) - miniserie TV